# Bois-d’Amont (Jura)
Bois-d’Amont ist eine französische Gemeinde mit 1695 Einwohnern (Stand: 2022) im Jura in der Region Bourgogne-Franche-Comté. Sie gehört zum Arrondissement Saint-Claude und ist Mitglied im Gemeindeverband Communauté de communes de la Station des Rousses-Haut Jura. Die Bewohner werden Bois-d’Amoniers und Bois-d’Amonières genannt.

## Geographie
Bois-d’Amont liegt auf 1076 m, zehn Kilometer östlich von Hauts de Bienne und etwa 38 km nördlich der Stadt Genf (Luftlinie). Das Dorf erstreckt sich im Jura, im Tal der Orbe beidseits des Flusses, zwischen den Waldhöhen des Risoux im Nordwesten und des Mont Pelé im Südosten, nordöstlich des Lac des Rousses, in unmittelbarer Nähe zur Grenze mit der Schweiz. Bois-d’Amont ist die östlichste Gemeinde des Départements Jura.
Die Fläche des 12,06 km² großen Gemeindegebiets umfasst einen Abschnitt des französischen Juras. Die Landschaft ist geprägt durch parallel verlaufende Geländekämme und Längsmulden, die gemäß der Streichrichtung des Faltenjuras in diesem Gebiet in Richtung Südwest-Nordost orientiert sind. Der zentrale Teil der Gemeindefläche wird vom Tal der Orbe eingenommen, der südwestlichen Fortsetzung des Vallée de Joux, das eine Synklinale des Faltenjuras darstellt. Der flache Talboden, durch den der Fluss mäandriert, weist eine Breite von rund einem Kilometer auf. Er bildete früher ein ausgedehntes Moorgebiet. Im Südosten wird das Tal vom dicht bewaldeten Hang der Côte flankiert, die zur Höhe des Mont Pelé überleitet. Die Gemeindegrenze und zugleich auch Staatsgrenze zur Schweiz verläuft meist entlang dem südlichen Talrand; nur ein kleiner Abschnitt der Côte oberhalb des Ortskerns gehört zu Bois-d’Amont. Hier wird am Rand der Geländeterrasse von Les Loges mit 1300 m die höchste Erhebung von Bois-d’Amont erreicht.
Auf seiner Nordwestseite wird das Orbe-Tal ebenfalls von einem steilen Waldhang begleitet. Das Gemeindeareal erstreckt sich über ein unwegsames Gebiet mit parallel verlaufenden Geländerippen und dazwischen liegenden, oberirdisch abflusslosen Mulden bis auf den Crêt des Arêtes (bis 1275 m). Das Gemeindegebiet ist Teil des Regionalen Naturparks Haut-Jura (frz.: Parc naturel régional du Haut-Jura).
Eine Besonderheit stellt die Siedlungsform von Bois-d’Amont dar. Außer dem Ortskern um die Kirche in der Mitte des Tales erstreckt sich die bebaute Fläche entlang den beiden Straßen, welche dem nördlichen und dem südlichen Talrand folgen, da die Talmitte früher eine Sumpffläche bildete. Die Häuserzeile entlang dieser beiden Straßen erstreckt sich über eine Länge von je vier Kilometer. Zu Bois-d’Amont gehören neben dem eigentlichen Ort auch mehrere Siedlungen, Weiler, Hofgruppen und Einzelhöfe, darunter:
- Le Vivier-de-Bois-d’Amont (1080 m) am nördlichen Talrand
- Les Landes-d’Aval (1072 m) am südlichen Talrand
- Les Meuniers (1060 m) am linken Ufer der Orbe
- Les Landes-d’Amont (1087 m) in erhöhter Lage am südlichen Talrand
- Les Combettes (1091 m) auf einem Geländevorsprung am nördlichen Talrand

Nachbargemeinden von Bois-d’Amont sind Les Rousses im Südwesten, Bellefontaine und Chapelle-des-Bois im Nordwesten sowie die Schweizer Gemeinden Le Chenit im Nordosten und Arzier-Le Muids im Südosten.

## Geschichte
Das Gebiet von Bois-d’Amont wurde im Mittelalter von den Mönchen der Abtei Saint-Claude gerodet und urbar gemacht. Nach der Reformation bildete der Ort die Grenze zwischen dem reformierten, unter Berner Oberhoheit stehenden Vallée de Joux und dem weiterhin katholischen obersten Teil des Orbe-Tals, das zur Freigrafschaft Burgund gehörte. Zusammen mit der Franche-Comté gelangte Bois-d’Amont mit dem Frieden von Nimwegen 1678 an Frankreich.

## Sehenswürdigkeiten

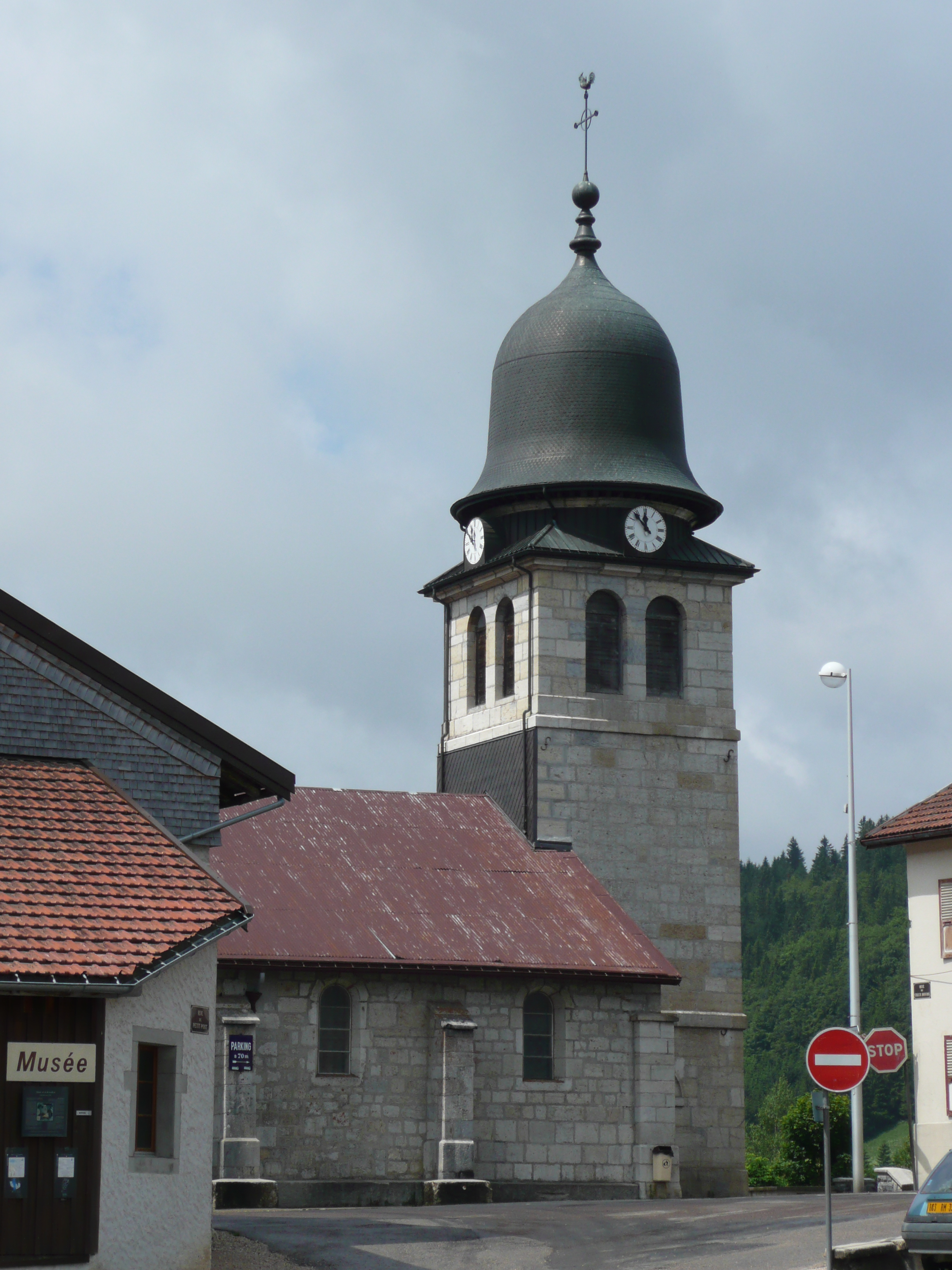
Pfarrkirche

Die Pfarrkirche der Geburt der Jungfrau Maria (Église de la Nativité-de-la-Vierge) von Bois-d’Amont wurde im Lauf der Zeit mehrfach verändert. Ihre Ursprünge datieren aus dem 17. Jahrhundert, ihr aktueller Chor und ihr Querschiff wurde zu Beginn des 20. Jahrhunderts neu gebaut. Im Gebäude einer ehemaligen Sägerei befindet sich das Musée de la Boissellerie.

## Bevölkerung
| Jahr                       | 1962 | 1968 | 1975 | 1982 | 1990 | 1999 | 2006 | 2013 | 2020 |
| Einwohner                  | 1189 | 1258 | 1254 | 1255 | 1350 | 1517 | 1622 | 1653 | 1650 |
| Quellen: Cassini und INSEE |      |      |      |      |      |      |      |      |      |

Mit 1695 Einwohnern (Stand: 1. Januar 2022) gehört Bois-d’Amont zu den kleineren Gemeinden des Départements Jura. Nachdem die Einwohnerzahl in der ersten Hälfte des 20. Jahrhunderts markant abgenommen hatte (1886 wurden noch 1411 Personen gezählt), wurde seit Beginn der 1980er-Jahre wieder eine deutliche Bevölkerungszunahme verzeichnet.

## Wirtschaft und Infrastruktur

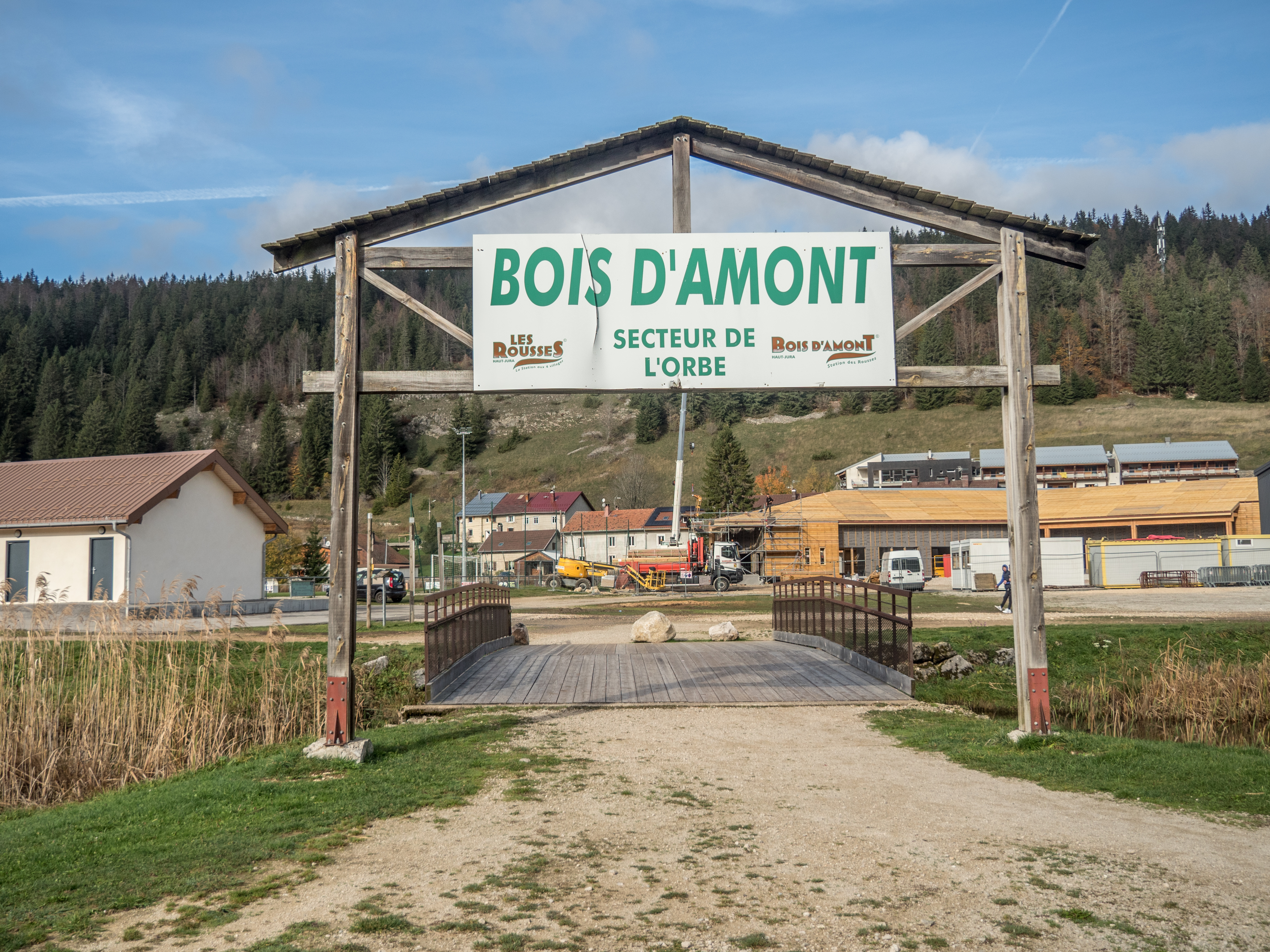
Bois-d'Amont an der Orbe

Bois-d’Amont war lange Zeit ein vorwiegend durch die Landwirtschaft, insbesondere Viehzucht und Milchwirtschaft, sowie durch die Forstwirtschaft geprägtes Dorf. Daneben gibt es heute verschiedene Betriebe des Klein- und Mittelgewerbes. Neben den traditionellen Zweigen von Sägereien, Holzhandwerk und Käseherstellung sind heute Unternehmen, die auf den Skisport, den Chaletbau und die Holzindustrie spezialisiert sind, im Dorf vertreten. In der ersten Hälfte des 19. Jahrhunderts nahm auch die Fabrikation von Uhrengehäusen sowie von Kisten und Schachteln eine wichtige Stellung ein. Insbesondere werden bis heute Käseschachteln aus Holz und Karton für die Sorte Vacherin du Haut-Doubs, den Mont d’Or, hergestellt.
Als Erholungsort in einem beliebten Ausflugsgebiet im Hochjura profitiert Bois-d’Amont heute auch vom Tourismus. Es gehört zum Wintersportgebiet Rousses-Haut-Jura und ist hauptsächlich auf den nordischen Skisport ausgerichtet. So hat z. B. der Skihersteller Vandel seinen Firmensitz in diesem Dorf.
Die Ortschaft ist verkehrstechnisch recht gut erschlossen. Sie liegt an der Hauptstraße, die von Vallorbe durch das Vallée de Joux nach Les Rousses führt. Eine weitere Straßenverbindung besteht mit Bellefontaine. Eine Buslinie der regionalen Transportgesellschaft Mobigo verbindet die Gemeinde mit Morez.

## Persönlichkeiten
- Léo Lacroix (* 1937), ehemaliger Skirennläufer, geboren in Bois-d’Amont
- Jason Lamy Chappuis (* 1986), Nordischer Kombinierer und Skispringer, verbrachte seine Jugend in Bois-d’Amont